# إيرما (ألبرتا)
إيرما (بالإنجليزية: Irma, Alberta)‏ هي قرية تقع في كندا في ألبرتا. يقدر عدد سكانها بـ 457 نسمة ومساحتها 1.11 كم2 وترتفع عن سطح البحر 690 متر.

## أعلام
- روبرت فيشر